# Comunicação mediada por computador
Comunicação Mediada por Computador (CMC) designa qualquer transação comunicativa por meio da utilização de dois ou mais computadores em rede.
Refere-se tradicionalmente a instâncias de comunicação que ocorrem através de formatos mediados por computadores (e.g., mensageiro instantâneo, e-mails, salas de chat), é por vezes aplicado a outras formas de interações por  mensagens de texto. A investigação sobre a CMC incide de modo geral sobre os efeitos sociais das diferentes tecnologias de comunicação com bases computacionais. Os estudos recentes têm abordado as redes sociais e o software social.
A Comunicação Mediada por Computador é um processo de comunicação humana por meio de computadores, situada em contextos particulares e por uma variedade de propósitos. As abordagens para estudos da CMC são diversos e estão relacionados com a comunicação interpessoal, grupal e de massas, assim como nos efeitos sociais causados pelas diferentes tecnologias de comunicação.
A CMC pode ser dividida em duas formas: comunicação síncrona e assíncrona. A primeira ocorre em tempo real, que permite aos interlocutores manter em conjunto uma comunicação. As partes envolvidas compartilham de forma imediata e simultânea as mensagens por meio de um canal de comunicação. A segunda é oposto, pois não acontece em tempo real. Ou seja, quem envia a comunicação poderia não receber uma resposta imediata de parte do receptor após enviar a mensagem. A troca na interação é intercalada por um período de tempo, o que desconfigura esse caráter instantâneo apresentado na comunicação síncrona. Muitas das formas da CMC são produzidas de forma assíncrona, por exemplo, enviado mensagem, comentando de forma privada em Facebook ou outra rede social, entre outras atividades comunicativas.

## Contexto
A comunicação mediada por computador se desenvolve no ciberespaço. Pierre Lévy explica que o ciberespaço é ampliado pela informatização da informação, a extensão das redes digitais e em que cada elemento entra em contato virtual. Portanto, o ciberespaço é um meio de comunicação indeterminado que surge pela interconexão de computadores e que é impulsionado pela criação de comunidades virtuais e coletivos inteligentes.
As pessoas acostumavam a se comunicar face a face, mas isso mudou com a construção de novas práticas de interatividades por meios das diferentes linguagens dos meios de interação. Com a criação de dispositivos de comunicação, a transmissão e distribuição de informação começaram a ser mais ágil, horizontal e menos palpável. Este tipo de comunicação está sendo incorporada em muitos aspectos da vida diária. Nesse sentido, a distinção entre os mundos online e off-line está tornando-se menos útil à medida que as atividades em esses ambientes se mesclam em nossas sociedades, pois se formam novas crenças, identidade e valores.
A CMC surgiu nos anos 60 após o desenvolvimento da ARPANET por parte da Agência de Projetos de Pesquisa Avançada do Departamento de Defesa dos Estados Unidos. ARPANET, o precursor da internet, é uma rede operacional de computadores que foi criada com fins militares, mas que permitiu conectar um computador a um servidor local para se comunicar por meio de um protótipo de e-mail. Posteriormente, o uso das redes começou a expandir por meio da internet e tornou-se acessível a outros setores da sociedade.
Portanto, a sociedade sofreu uma transformação mais profunda com a revolução nas tecnologias de informação e comunicação. Com a expansão da internet e o surgimento da World Wide Web a comunicação começou-se a ampliar e permitiu interagir por diferentes meio como o e-mail e outras aplicações para o trabalho, entretenimento, serviços públicos e conexões pessoais. Essas novas formas de comunicação também motivou às pessoas a criarem suas formas como blogs, vlogs, wikis, podcast, entre outros.

## Abrangência do termo
São diversas as áreas de estudo que se ocupam de fenômenos passíveis de enquadrar-se no termo abrangente CMC (ver Estudos de Internet).

## A CMC no ensino à distância
A educação a distância ao longo da história passou por diferentes estágios, assim como a forma em como tem sido mediada para os alunos. Os cursos por correspondência foram usados até a metade do século XX. Com a popularização do rádio e da televisão as informações chegavam mais rapidamente, pois passam a ser levadas diretamente à casa do aluno, o que permitiu a diminuição da barreira da distância. No entanto, a comunicação continuava unidirecional, muito escassa e lenta. O telefone ajudou muito no processo, mas resultava custoso, especialmente quando os interlocutores estavam em diferentes partes do mundo. As redes dos computadores e particularmente a expansão da internet coadjuvaram ao surgimento da CMC, como uma forma de transportar a informação por meio de um computador. Adicionalmente, e pela explosão informacional e o crescimento da população com habilidades computacionais e pela característica ubíqua da CMC, as instituições de educação superior estão passando por uma mudança paradigmática constante do modo de ensino presencial mais tradicional para cursos online. As possibilidades de interação introduzidas pela CMC fornece um ambiente poderoso para o desenvolvimento de aprendizagem colaborativo no mundo inteiro. Portanto, conforme os alunos entram em qualquer ambiente virtual, a natureza de todo o processo de comunicação é transformada.
Existem algumas condições que devem ser cumpridas na comunicação para o ensino à distância:
- Treinamentos e habilidades necessárias para trabalhar com tecnologia;
- Ter uma compreensão e visão dos desenvolvimentos e aplicações de última geração, implicando um treinamento especializado para os professores;
- Experimentação e inovação, ou seja, ter condições organizacionais que permitam flexibilidade, tempo e incentivos para experimentar novos métodos de ensino;
- Tempo suficiente para aprender e praticar;
- Ter uma visão compartilhada do ensino e aprendizado;
- Oportunidades de comunicação, interação e apoio entre professores.

Os docentes também devem desenvolver algumas habilidades para se desempenhar com sucesso como educadores a distância:
- Entender a natureza e filosofia do ensino a distância;
- Identificar as características dos alunos nos sites;
- Desenvolver material didático interativo para atender cada nova tecnologia;
- Organizar os recursos de instrução em formato adequado para estudos independentes;
- Envolver-se na organização, no planejamento colaborativo e na tomada de decisões.